# Trelles
Trelles es una parroquia del concejo de Coaña, en la comarca de Eo-Navia, Principado de Asturias, España.
Tiene una población de 292 habitantes (INE 2007) repartidos en 160 viviendas y 11,41 km². Está situado a 4,8 km de la capital del concejo. Su templo parroquial está dedicado a San Juan.

## Lugares
Según el nomenclátor de 2023, la parroquia comprende las siguientes entidades de población:
- Bustabernego
- Orbaelle (Orbeye)
- Pumarín
- Sequeiro
- Trelles
- Villar
- Vivedro

## Fiestas patronales
- San Juan, 24 de junio